# Gaudi (musical)
Gaudì è un musical tedesco in lingua inglese, che debuttò nel 1993. Dal musical è stato tratto l'album Gaudi di Eric Woolfson.

## Canzoni
1. What Are You Going To Do Now? (5:42)
2. Money Talks (5:57)
3. Closer To Heaven (4:40)
4. Standing On Higher Ground (3:48)
5. Tango Guell (3:37)
6. Parca Guell (5:54)
7. Puppet Master (6:14)
8. Inside Looking Out (4:26)
9. Work Song (2:55)
10. Too Late (5:19)
11. Forbidden Fruit (6:52)
12. Lonely Song (Love Can Be Lonely Too) (6:19)
13. La Sagrada Familia (8:19)